# Aharon Katzir

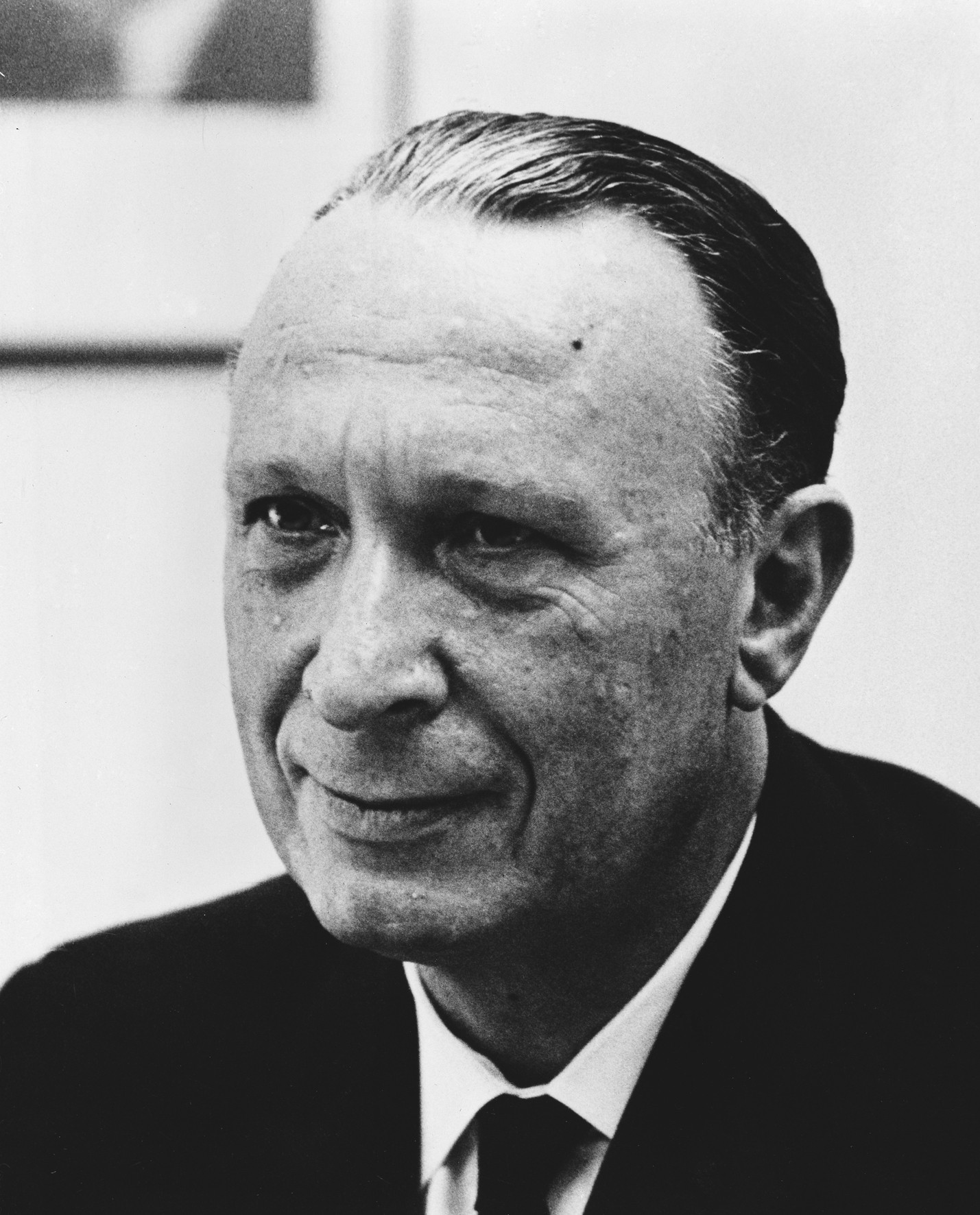
Aharon Katzir-Katchalsky

Aharon Katzir, oder Aharon Katzir-Katchalsky, auch Aharon Katchalsky (* 1913 oder 1914 in Lodz, Russisches Kaiserreich; † 30. Mai 1972 in Tel Aviv) war ein israelischer Physikalischer Chemiker. Er war Professor am Weizmann-Institut in Rechovot.
Die Familie floh zu Beginn des Ersten Weltkriegs aus dem Weichselgouvernement (Russisch Polen) vor der deutschen Invasion nach Kiew, das sie zu sowjetischer Zeit 1920 wegen der antisemitischen Verfolgungen verließen, um sich ins wiedererstandene Polen zu begeben. Von dort kam Katchalsky 1925 nach Palästina und heutigem Israel. Dort legte er sich den hebräischen Zunamen Katzir zu. 1948 wurde er Leiter der Abteilung Polymerforschung am Weizmann-Institut und 1952 Professor für Physikalische Chemie an der Hebräischen Universität in Jerusalem.
Er befasste sich mit der Elektrochemie von Biopolymeren und Thermodynamik biologischer Netzwerke.
1961 erhielt er den Israel-Preis. 1962 bis 1968 war er Präsident der Israelischen Akademie der Wissenschaften. 1964 wurde er in die American Academy of Arts and Sciences gewählt, 1971 in die National Academy of Sciences.
Er wurde 1972 von Terroristen der Japanischen Roten Armee während des Massakers am Flughafen Lod ermordet.
Ein Mondkrater ist nach ihm benannt und er ist auf einer israelischen Briefmarke. Auch ein wissenschaftliches Zentrum am Weizmann-Institut, ein Stipendium des israelischen Verteidigungsministeriums und eine Vorlesungsreihe an der Hebräischen Universität (organisiert von seinem Sohn, dem Physiker Abraham Katzir, Professor in Tel Aviv) tragen seinen Namen.
Er war der Bruder von Ephraim Katzir.
Zu seinen Doktoranden gehört Alan Perelson.

## Schriften
- Ora Kedem, A. Katchalsky: Thermodynamic analysis of the permeability of biological membranes to non-electrolytes. In: Biochim. Biophys. Acta. 27 (1958), S. 229–246. doi:10.1016/0006-3002(58)90330-5
- mit Peter F. Curran: Non equilibrium thermodynamics in Biophysics, Harvard University Press 1965.
- A. Katchalsky: Reflections on Art and Science. Leonardo, Band 5, 1972, S. 249–253.